# Heteronyx concolor
Heteronyx concolor är en skalbaggsart som beskrevs av Macleay 1871. Heteronyx concolor ingår i släktet Heteronyx och familjen Melolonthidae. Inga underarter finns listade i Catalogue of Life.